# Camilo Ponce Enríquez (Azuay)
Camilo Ponce Enríquez ist eine Kleinstadt und die einzige Parroquia urbana im Kanton Camilo Ponce Enríquez der ecuadorianischen Provinz Azuay. Sie ist Sitz der Kantonsverwaltung. Die Parroquia besitzt eine Fläche von 117,8 km². Die Einwohnerzahl der Parroquia betrug beim Zensus 2010 17.404. Davon wohnten 4903 Einwohner im urbanen Bereich von Camilo Ponce Enríquez.

## Lage
Die Parroquia befindet sich im äußersten Westen der Provinz Azuay. Das Gebiet umfasst die westlichen Ausläufer des Cordillera Occidental und reicht im Westen in die Küstenebene. Der 33 m hoch gelegene gleichnamige Hauptort liegt lediglich 12 km vom Golf von Guayaquil entfernt. Die Fernstraße E25 (El Guabo–Naranjal) führt an ihm vorbei. Die Parroquia wird im Norden vom Río Gala sowie im Süden vom Río Machalera begrenzt. Das Verwaltungsgebiet erreicht im Osten eine maximale Höhe von mehr als 2900 m.
Die Parroquia Camilo Ponce Enríquez grenzt im Osten an die Parroquia Pucará (im gleichnamigen Kanton), im Süden an die Provinz El Oro mit der Parroquia Río Bonito (Kanton El Guabo), im Westen und im Nordwesten an die Provinz Guayas mit der Parroquia Tenguel (Kanton Guayaquil) und dem Kanton Balao sowie im Norden an die Parroquia El Carmen de Pijilí, der einzigen Parroquia rural im Kanton Camilo Ponce Enríquez.

## Geschichte
Ursprünglich gab es den Caserío „Río Siete de Mollepongo“. Am 22. August 1959 wurde diese zu einer Parroquia im Kanton Santa Isabel. 1988 wurde die Parroquia in den neu gegründeten Kanton Pucará überführt. Am 28. März 2002 wurde schließlich der Kanton Camilo Ponce Enríquez gegründet. Der Ort übernahm als dessen Verwaltungssitz und als Parroquia urbana dessen Namen. Namensgeber war Camilo Ponce Enríquez (1912–1976), von 1956 bis 1960 Staatspräsident Ecuadors.